# Sapé
Sapé är en kommun i Brasilien.   Den ligger i delstaten Paraíba, i den östra delen av landet, 1 700 km nordost om huvudstaden Brasília. Antalet invånare är 50 151. Arean är 316 kvadratkilometer.
Terrängen i Sapé är platt.
Omgivningarna runt Sapé är en mosaik av jordbruksmark och naturlig växtlighet. Runt Sapé är det ganska tätbefolkat, med 116 invånare per kvadratkilometer.